# Splendrillia falsa
Splendrillia falsa é uma espécie de gastrópode do gênero Splendrillia, pertencente a família Drilliidae.